# GoodBarber
 (octobre 2021).
L'article doit être relu — et modifié si nécessaire — par des contributeurs indépendants pour apporter un regard critique aux contributions effectuées en violation des conditions d'utilisation de Wikipédia, tant sur la forme (notamment concernant le style encyclopédique, la proportionnalité) que sur le fond (la neutralité de point de vue, la qualité et l'indépendance des sources).
 (octobre 2021).
 (mars 2021).
GoodBarber est un générateur d'applications développé en France, qui permet aux utilisateurs sans compétences en développement informatique de créer des applications natives iOS et Android et des applications Web de type PWA, ainsi que de les distribuer par les magasins d'applications Google Play et App Store (Apple),.

## Histoire
GoodBarber est née de la fusion de deux entreprises françaises, DuoApps et WebzineMaker et initialement concepteur d’un générateur de webzines (CMS en mode SaaS).
Ensuite, la société GoodBarber continuera son développement au début des années 2010, dans le secteur de l’édition d’applications natives pour iOS, puis Android.
Le générateur d'applications GoodBarber est utilisé dans tous secteurs d'activité, y compris par des organisations de recherche,.

## Chronologie
Webzine est créé en 2001 par Sébastien Simoni, à la suite de la rencontre avec Federi Bernardini, instituteur, qui éditait un magazine publié sous forme d'un site web, codé en PHP, pour ses élèves de CM1. Sébastien Simoni eut l'intuition d’industrialiser ce système de publication afin de le rendre accessible au plus grand nombre, de façon simple, « sans code ». Ils seront rejoint pour ce projet par Jérôme Pietri et Philippe Chiappe.
En 2005 Webzine concède une licence d’exploitation à Blue Pond Consulting au Japon et internationalise son générateur de webzines[pertinence contestée].
En décembre 2018 la société WebzineMaker et la société DuoApps fusionnent dans une unique entité sous le nom de Goodbarber.

## Evolutions, implantations et chiffres clés
2019: GoodBarber est listé parmi les entreprises à plus forte croissance en Europe à la 128e place du FT 1000 par le Financial Times et par Les Echos,.
La société GoodBarber affirme[pertinence contestée] avoir plus de 30 millions de téléchargements d’applications au travers des magasins d'applications Google Play et App Store. Implanté dans 3 pays, GoodBarber revendique un réseau d’un millier de revendeurs sur les 5 continents.
GoodBarber est physiquement implanté dans 3 pays (France, Portugal et États-Unis) et présente un effectif de 50 salariés.